# Étoiles invitées de 1592
 (mars 2021).
Si vous disposez d'ouvrages ou d'articles de référence ou si vous connaissez des sites web de qualité traitant du thème abordé ici, merci de compléter l'article en donnant les références utiles à sa vérifiabilité et en les liant à la section « Notes et références ».
Les étoiles invitées de 1592 sont quatre astres apparus dans le ciel à la fin de l'année 1592. Leur observation a été rapportée par des astronomes coréens. Selon le terme générique employé par les astronomes d'Extrême-Orient à leur sujet, elles sont des étoiles invitées, c'est-à-dire des astres (météorite, comète, nova ou supernova) ayant fait une apparition brève dans le ciel à cette époque-là. En l'occurrence, tout porte à croire qu'il s'agit de quatre novae, dont la proximité des dates d'apparition est très certainement fortuite.

## Contexte
Les quatre étoiles invitées sont mentionnées dans des écrits d'astronomes coréens. Elles sont apparues dans un intervalle d'un mois, deux d'entre elles étant situées dans des directions très proches (dans la constellation de Cassiopée). La plus longue période de visibilité, pour la première étoile observée, a atteint 15 mois. Leur mention figure dans le Sonjo Sillok, qui forment les annales officielles du règne du roi Sonjo, qui s'est étalé de 1567 à 1608. Il n'existe pas d'autre mention de l'apparition de ces astres, ce qui a donné lieu à divers débats quant à la réalité de ces événements, leur nombre et leur proximité temporelle étant jugés anormaux. Divers éléments tendent à prouver une très grande cohérence dans les événements astronomiques de l'époque, ce qui rend ce témoignage unique fort plausible.

## Apparition des étoiles invitées
L'apparition de la première étoile invitée (1592A) est mentionnée à une date correspondant au 23 novembre 1592, au niveau de l'astérisme Tiancang, dans la constellation de la Baleine. L'apparition de la seconde étoile invitée (1592B), à l'est de l'astérisme Wangliang (dans la constellation de Cassiopée) est mentionnée sept jours plus tard, soit le 30 novembre. Quatre jours plus tard, le 4 décembre, une nouvelle étoile invitée (1592C) est rapportée à proximité de Wangliang. Enfin, huit jours plus tard, une quatrième étoile invitée (1592D) est mentionnée au-dessus des étoiles de l'astérisme associé à la loge lunaire Kui, dans la constellation d'Andromède.

## Observations subséquentes et fiabilité des rapports d'observation
Le 18 décembre est rapporté que l'observation des étoiles invitées est impossible en raison de la couverture nuageuse trop importante, mais que celle-ci a néanmoins permis d'observer une éclipse de Lune. Les calculs indiquent qu'une éclipse de Lune s'est effectivement produite cette nuit là et était visible en Extrême Orient. Ce fait est une indication très forte de la fiabilité des témoignages rapportant l'observation de ces étoiles invitées. Deux autres témoignages mentionnent les quatre étoiles, le 21 décembre et le 18 janvier 1593, les observations astronomiques ayant semble-t-il été délicates entre ces deux dates. Le témoignage du 19 janvier ne mentionne plus 1592D. Les trois étoiles restantes sont par la suite mentionnées régulièrement jusqu'au 4 mars. Les observations cessent jusqu'au 28 mars, date à laquelle seule 1592B est rapportée comme étant visible. À ce moment-là 1592A se trouve être en conjonction avec le Soleil, ce qui explique sa non observation. Par contre, 1592C, circumpolaire a probablement cessé d'être observable dans le courant du mois de mars. Aucune autre mention de 1592B n'est faite à la suite de sa dernière observation du 28 mars, ce qui tend à indiquer qu'elle a disparu peu après cette date (1592B était elle aussi circumpolaire et bénéficiait donc de bonnes conditions d'observation tout au long de la nuit). À partir du 1er août, on retrouve à nouveau des mentions de 1592A, qui dureront jusqu'au 23 février 1594. on trouve en tout plus de 50 mentions d'observation de cette étoile qui est restée visible 15 mois.
La faible possibilité pour que quatre évènements astronomiques puissent se produire à si peu d'intervalles, sans être remarqués par des astronomes d'autres pays a donné lieu à des débats relatifs à la fiabilité des témoignages concernant ces astres. Cependant, tous les éléments objectifs relatifs aux observations sont cohérents (notamment la mention de l'éclipse de Lune du 18 décembre 1592 et la réapparition de 1592 à la suite de sa conjonction avec le Soleil), et que le Sonjo Sillok couvre une longue période durant lesquelles les descriptions d'autres phénomènes astronomiques, notamment les supernovae SN 1572 et SN 1604, sont également cohérentes.

## Identification des phénomènes
Ces quatre étoiles ont bénéficié d'une visibilité de plusieurs mois, durant lesquels aucun déplacement n'a été enregistré. L'hypothèse d'une comète ou d'une météorite est donc exclue, seule celle d'une nova ou d'une supernova reste viable. La dernière étoile découverte, 1592D a une durée de visibilité trop courte (40 jours environ) pour correspondre à une supernova. Il en est de même pour 1592A, bien trop loin du plan galactique pour pouvoir être une supernova. Restent 1592B et 1592C, dont la proximité avec la bande de la Voie lactée et la longue durée de visibilité (3 et 4 mois) pourraient éventuellement révéler une supernova. 1592B est indiquée comme étant « à l'est » de l'astérisme Wangliang « entre la première et la seconde étoile » [de l'astérisme], alors que 1592C est indiqué comme étant « à l'ouest » de Wangliang « dans la première étoile ». Le cas de 1592C semble réglé par le fait qu'aucun rémanent de supernova n'est situé dans cette région (la « première étoile » de Wangliang étant clairement identifiée comme étant β Cassiopeiae). Le plus proche d'entre eux, SNR G120.1+1.4, plus connu sous le nom de 3C10 est d'ailleurs exclu car il correspond au rémanent de la supernova SN 1572 dite de Tycho Brahe. Le cas de 1592B est plus difficile à évaluer car la composition exacte des étoiles de cet astérisme est sujette à débat (voir Wangliang). Il existe trois rémanents de supernovæ dans cette région, mais tous sont relativement étendus, ce qui est incompatible avec l'hypothèse de rémanents jeunes. Dans les deux cas, l'hypothèse d'une supernova semble exclue faute de rémanent compatible avec la position annoncée des astres. 
Le cas de 1592A a donné lieu à diverses études pour savoir s'il pourrait s'agir de l'étoile variable ο Ceti (Mira Ceti), mais la position de celle-ci ne correspond pas à celle annoncée. Il a été émis l'hypothèse qu'une erreur de retranscription ait transformé le nom de l'astérisme Tianjun[Quoi ?] en Tiancang, le premier nommé se trouvant effectivement compatible avec la position de ο Ceti. Cependant le très grand nombre de mentions de la position de 1592A rend cette hypothèse peu probable. Aussi, il semble que cet astre ait correspondu à une nova anonyme et non à une étoile variable connue.